# Barbie : Rock et Royales
Série Barbie
Barbie en super princesse
(2015) Barbie et ses sœurs : La Grande Aventure des chiots
(2015)
Pour plus de détails, voir Fiche technique et Distribution.
Barbie : Rock et Royales (Barbie in Rock 'N Royals) est le 30e long-métrage d'animation qui met en scène le personnage de Barbie. Le film est sorti directement en vidéo en 2015 et a été réalisé par Karen J. Lloyd.

## Synopsis
Barbie incarne la princesse Courtney et se rend pour la première fois dans un camp de vacances pour les royautés, situé sur une île. Seulement, une erreur est survenue lors de l'inscription au Camp Royauté. Sur les listes des participants, le nom de Courtney a été échangé avec celui d'Erika Juno. Cette dernière est une jeune pop-star qui a décidé d'annuler sa tournée pour assister au Camp Pop et se faire des amis. Les deux jeunes filles se retrouvent dans le mauvais camp et demandent à en être changée. Mais c'est sans compter sur la rivalité entre Lady Anne, la directrice du Camp Royauté, et Finn Oxford, directeur du Camp Pop, qui a eu une relation avec cette dernière. Quand Lady Anne apprend qu'Erika est une personne connue et talentueuse, elle décide de l'utiliser à son avantage. Elle simule une panne du système informatique, ce qui bloque la procédure d'échange entre Courtney et Erika et propose un concours de chant entre les deux camps. Le perdant devra fermer ses portes. À la suite de cette décision, Courtney et Erika vont devoir s'intégrer dans un monde qui n'est pas le leur; et avec l'aide de leurs nouveaux amis, empêcher la fermeture d'un des deux camps.

## Fiche technique
- Titre original : Barbie in Rock 'N Royals
- Titre français : Barbie : Rock et Royales
- Réalisation : Karen J. Lloyd
- Scénario : Marsha Griffin
- Direction artistique : Milena Zdravkovic
- Musique : Gabriel Mann et Rebecca Kneubuhl
- Production : Margaret M. Dean et Shelley Dvi-Vardhana ; Julia Pistor et David Voss (exécutifs)
- Société de production  : Mattel Playground Productions, Rainmaker Entertainment
- Société de distribution : Universal Studios Home Entertainment
- Pays : États-Unis, Canada
- langue d'origine : anglais
- Format : couleur - son stéréo
- Genre : film d'animation
- Durée : 84 minutes
- Dates de sortie :
  - États-Unis : 8 septembre 2015
  - France : 13 octobre 2015[2]

Sources : Générique du DVD, IMDb

## Distribution
| - Kelly Sheridan : princesse Courtney / Svetlana Petranova - Chiara Zanni : Erika Juno - Bethany Brown : princesse Geneviève / Allegra James - Rachel Harrison : Rayna - Devyn Dalton : Zia - Michael Dobson : Finn Oxford - Brynna Drummond : princesse Aubray - Alessandro Juliani : Clive / prince Reginald - Peter Kelamis : Eddie - Omari Newton : Marcus - Ingrid Nilson : Sloane - Nicole Oliver : Lady Anne - Shaun Smith : Philippe - Kira Tozer : princesse Olivia / Stevie - Adrian Petriw : prince Edmund | - Noémie Orphelin : princesse Courtney - Nathalie Delattre : princesse Courtney (chant) - Christel Anzanel : Svetlana Petranova - Bernadette Mouzon : Erika Juno - Cindy Layla : Erika Juno (chant) - Fabienne Loriaux : princesse Geneviève - Dominique Wagner : Allegra James - Mélanie Dermont : Rayna / Zia - Olivier Cuvellier : Finn Oxford - Laetitia Liénart : princesse Aubray - Tony Beck : Clive - Gaétan Wenders : Marcus - Micheline Tziamalis : Sloane - Nathalie Stas : Lady Anne - Nancy Philippot : princesse Olivia - Frederik Haùgness : prince Edmund - Sophie Pyronnet : Gwyneth - Émilie Guillaume : Connor |

Sources : Générique du DVD

## Chansons du film
Il existe une version française de la bande originale du film : Barbie Rock et Royales (Soundtrack). En ce qui concerne la version originale, la chanson du générique de fin Raise Our Voices, interprétée par Kelli Wakili, est également disponible en single.
| No  | Titre                                                  | Interprète(s)                                     | Durée |
| --- | ------------------------------------------------------ | ------------------------------------------------- | ----- |
| 1.  | Tous au camp (Gotta Go To Camp)                        | Ensemble                                          | 2:41  |
| 2.  | Si je brillais (What If I Shine)                       | Nathalie Delattre                                 | 3:19  |
| 3.  | Quand tu es une princesse (When You're A Princess)     | Nancy Philippot et Cindy Layla                    | 2:08  |
| 4.  | Être ensemble en chanson (Find Yourself In The Song)   | Nathalie Delattre                                 | 1:05  |
| 5.  | C'est ton moment (Unlock Your Dreams)                  | Cindy Layla                                       | 1:26  |
| 6.  | Mix de chansons (Final Mashup)                         | Nancy Philippot, Cindy Layla et Nathalie Delattre | 3:44  |
| 7.  | Tous au camp reprise (Gotta Go To Camp Reprise)        | Ensemble                                          | 0:41  |
| 8.  | Si je brillais remix (What If I Shine Remix)           | Nathalie Delattre et Cindy Layla                  | 3:17  |
| 9.  | Élevons nos voix (Raise Our Voices)                    | Stéphanie Vondenhoff                              | 3:03  |
| 10. | Brand New Sound (uniquement dans la version originale) | Kelli Wakili                                      | 3:17  |

## Autour du film
- Créée en 1959, la Poupée Barbie est à l'origine de nombreux produits dérivés. Elle a également inspiré plusieurs films d’animation. Barbie: Rock et Royales est sorti la même année que Barbie en super princesse et Barbie et ses sœurs : La Grande Aventure des chiots.
- Barbie : Rock et Royales rappelle le film Barbie : La Princesse et la Popstar, sorti en 2012 : 
  - une princesse et une pop-star échangent leurs places.
  - dans Barbie: Rock et Royales, Courtney raconte une farce qu'elle a faite à une duchesse : la Duchesse devait présenter à des invités un portrait d'elle et Courtney et sa sœur l'avaient remplacé par un portrait de la duchesse en âne. C'est la farce que Tori et ses sœurs font à leur tante, la duchesse Amélia, dans Barbie : La Princesse et la Popstar.

### Articles Connexes
- Poupée Barbie
- Liste des films d'animation de Barbie